# Koenig (facteurs d'orgues)
Pour les articles homonymes, voir Koenig.
La manufacture d'orgues Koenig est une entreprise artisanale de facteurs d'orgues installée à Sarre-Union dans le Bas-Rhin, depuis 1945.

## Réalisations
La maison Koenig est particulièrement connue et reconnue pour avoir été la première au monde à créer et construire, au XXe siècle, un instrument respectant les préceptes du traité de 1778 L'Art du facteur d'orgues de Dom Bédos à Sarre-Union en 1967 pour l’église Saint-Georges de Bouquenom).
Elle perpétue le savoir-faire de la transmission mécanique, pour des instruments d'esthétique équilibrée, à la synthèse de la tradition française et germanique, entre néo-classique et néo-baroque selon la vocation de chaque instrument.
C'est également le premier facteur d'orgues français à avoir construit, en 2009, un orgue en Chine (pour l'église Saint-Joseph (pt) de Macao).
La manufacture contribue régulièrement à la restauration d'orgues notamment classés monuments historiques.

## Historique
Jean-Georges Koenig, né le 16 mai 1920 à Strasbourg et mort le 26 novembre 1992, fonde la société en 1945. Il a racheté le fonds de commerce à la veuve du facteur d'orgue Henri Vondrasek pour relancer la manufacture créée en 1930.
Yves Koenig, son fils, né le 16 mai 1950, commence à collaborer avec son père dans les années 1970 puis lui succède en 1982.
Julien Marchal,, né le 29 octobre 1990, pris sa succession en 2020.

## Réalisations
- 1996 : création des orgues de la basilique Notre-Dame-d'Espérance de Charleville-Mézières (Ardennes, France)[10],[11]
- 2021 : rénovation des orgues de l'église Notre-Dame-de-la-Nativité de Saverne (Bas-Rhin, France)[12]